# Hanna Kobylinski
Hanna Kobylinski (geboren 4. August 1907 in Berlin; gestorben 24. Juli 1999 in Kopenhagen) war eine dänische Historikerin deutscher Herkunft.

## Leben
Die Tochter des Apothekers Sigismund Kobylinski (1872–1944) und der Else Hanff (1881–1946) besuchte in Berlin das Gymnasium und studierte von 1926 bis 1932 in Berlin, Freiburg und Heidelberg Geschichte und Philosophie, 1932 wurde sie über die Rezeption der Französischen Revolution in Deutschland promoviert, die Schrift wurde noch 1933 gedruckt. Nach der Machtergreifung der Nationalsozialisten konnte Kobylinski mit ihrem Bruder zu Freunden der Familie nach Kopenhagen reisen und dort an der Universität bei dem dänischen Historiker Aage Friis arbeiten, bei dem sie ein Verzeichnis der dänisch-russischen diplomatischen Korrespondenz ab dem 18. Jahrhundert erstellte. 1939 begann sie ein Projekt mit Isi Grünbaum zur Chinesischen Geschichte.
Eine Woche vor der Rettung der dänischen Juden am 1. Oktober 1943 konnte sie zusammen mit dem polnischen Atomphysiker Stefan Rozental nach Schweden flüchten, nach ihrer Rückkehr nach Dänemark heirateten sie 1949. Er fand in Stockholm eine Arbeit bei Oskar Klein, sie forschte mit Karin Kock zur Geschichte der Balkanländer an Gunnar Myrdals Sozialwissenschaftlichem Institut.
Zurück in Kopenhagen hatte sie verschiedene Gelegenheitsarbeiten als Übersetzerin in beide Sprachen, als Journalistin bei einer Monatszeitschrift und beim Rundfunk sowie mit Bodil Koch in der Volkshochschularbeit. Für eine bei Gyldendal herausgegebene Geschichte des Zweiten Weltkriegs steuerte sie das Kapitel über den „Kriegsausbruch im Stillen Ozean“ bei. Ihre weiteren Forschungen der ostasiatischen Geschichte mündeten in verschiedenen kleineren Veröffentlichungen und in einer mehrbändigen Geschichte Chinas, deren erster Band (bis 1840) im Jahr 1976 erschien, 1987 dann der zweite (bis 1912).
Stefan Rozentals und ihr Haus war ein wichtiger intellektueller Treffpunkt in Kopenhagen.

## Schriften
- Die Französische Revolution als Problem in Deutschland.  Dissertation, Nachdruck der Ausgabe von 1933 (Eberling, Berlin): Krause 1965.
- Det nya Kina, Utrikespolitiska institutet, Stockholm 1944.
- Problemet Indokina, Stockholm, 1951.
- Den grekiska krisen, Stockholm, 1945.
- Kinas historie, Gyldendal, Kopenhagen 1976.
- Mao Tse-tung og kulturrevolutionen, Gad, Kopenhagen 1977.
- Nære Mennesker ; Nahe Menschen ; Close to me, Eigenverlag, Kopenhagen 1994.

## Übersetzungen
- Aage Marcus: Der blaue Drache : Lebenskunst u. Bildkunst im alten China. [Übers. v. Hanna Kobylinski unter Mitw. v. Walter Bauer], Atlantis Verlag, Zürich 1949.
- Vagn Poulsen: Dänemark, Aus d. Dän. übers. von Hanna Kobylinski. Kt.: M. E. Knop, Athenäum-Verlag, Bonn 1959.
- Vagn Poulsen: Dänische Maler, Übers. d. dän. Textes von Hanna Kobylinski, Elaine T. Hagemann u. Hélène Laurent-Lund, Langewiesche, Königstein i. Taunus 1961.